# 酒田元洋
酒田 元洋（さかた もとひろ、1967年12月4日 - 2021年）は、日本の官僚。
内閣府大臣官房審議官（官房担当）、大臣官房審議官（公文書監察担当）、独立公文書管理監付、公文書監察室次長を歴任。

## 来歴
兵庫県西宮市出身。東京大学法学部卒業。
2019年11月、桜を見る会の名簿をシュレッダーにかけたことについて説明した。
2021年10月11日、北アルプス北穂高岳山頂から西約300メートル離れた滝谷で、石の下敷きとなった遺体の状態で岐阜県警高山署員により発見された。死因は多発外傷で滑落か落石に巻き込まれたものとみられる。53歳没。登山を趣味としており、同年9月18日から2泊3日の予定で入山していたが、9月20日に連絡が取れないとして、家族が長野県警に通報していた。なお、9月19日には飛騨地方でM5.0、高山市で震度4を観測する地震が発生していたが、因果関係は不明とされる。